# Traité de Florence (1844)
Pour les articles homonymes, voir Traité de Florence (homonymie).

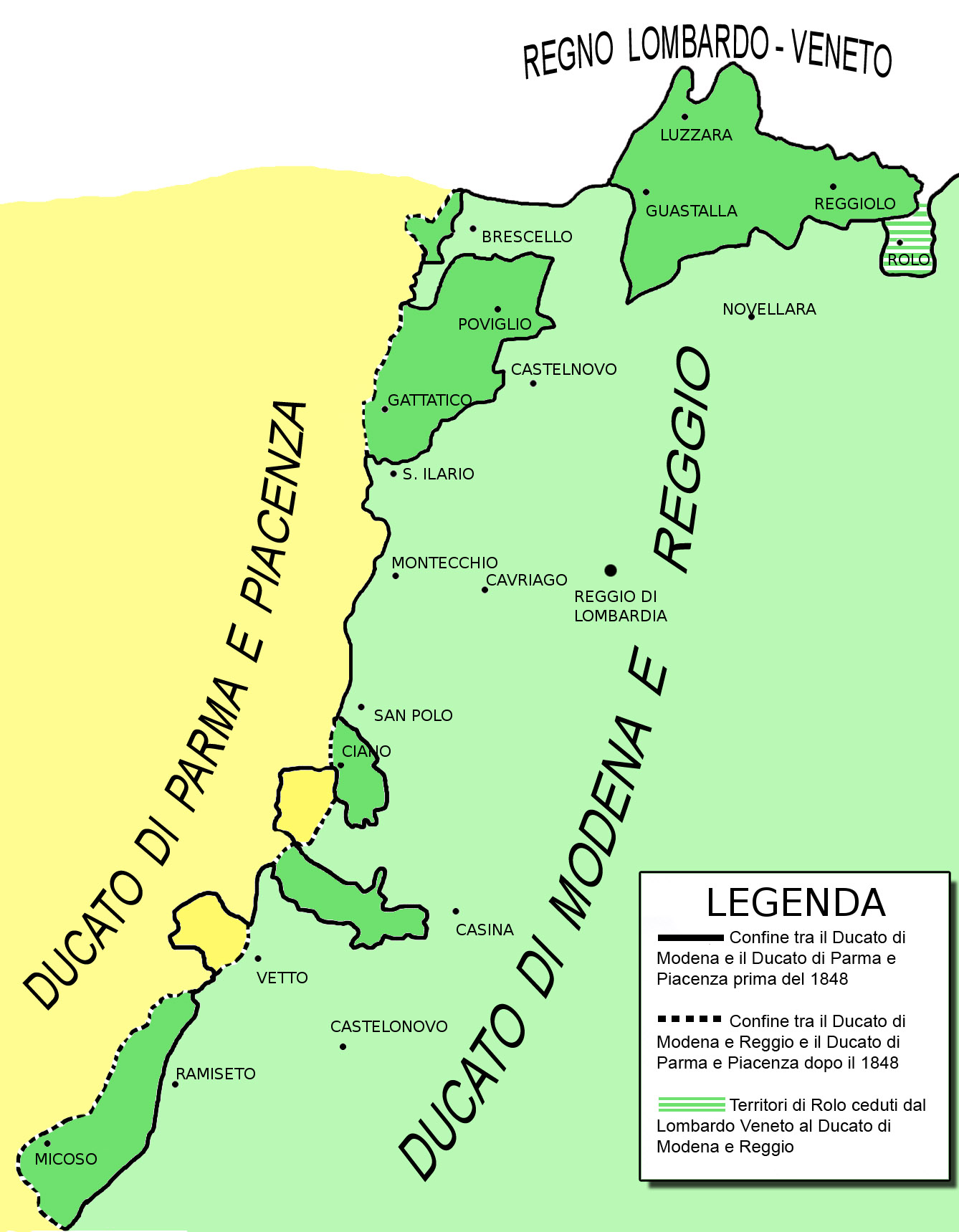
Confins sur l'Enza et de la Bassa Reggiana entre les deux duchés à la suite du traité de 1844.

Le traité de Florence du 28 novembre 1844, est un accord secret établi entre les gouvernements du grand-duché de Toscane, du duché de Modène et Reggio et Charles Louis de Bourbon-Parme, duc de Lucques et futur duc de Parme, Plaisance et Guastalla.
Le but du traité est l'actualisation des dispositions et compensations territoriales prévues par le congrès de Vienne de 1815 ainsi que la rationalisation des frontières entre les États concernés, dans les zones de la Lunigiana, de la Garfagnana e de la côte face aux Alpes Apuanes (où des limites compliquées et maintes enclaves sont encore présentes), ainsi que tout le long de la rivière Enza en Émilie.

## Préliminaire
Le congrès de Vienne et le traité collatéral de Paris de 1817, assignent le duché de Parme, Plaisance et Guastalla en viager à Marie-Louise d'Autriche, seconde épouse de Napoléon Bonaparte et cousine, plus ou moins éloignée, des trois autres souverains concernés, tous apparentés les uns aux autres.
Avec la mort de la duchesse, les États de Parme doivent retourner aux souverains légitimes, les Bourbon-Parme, qui entre-temps ont été nommés provisoirement ducs de Lucques et ont pris possession des territoires de l'ancienne république de Lucques, dissoute par Napoléon Ier en juin 1805.
Le congrès de Vienne avait reconnu au grand-duc de Toscane le droit de réversion sur le duché de Lucques lors du transfert des Bourbons à Parme, avec toutefois des compensations territoriales en faveur du duché de Modène (déjà destiné à incorporer, au bout de peu d'années, le duché voisin de Massa et Carrare, ce qui arrive en 1829).

## La signature du traité et les changements par rapport à Vienne et Paris
Après de longues négociations secrètes à Florence, le 28 novembre 1844, les représentants des gouvernements de Toscane, Modène et de Lucques, en la présence de l'ambassadeur du royaume de Sardaigne et celui des Habsbourg, décident d'apporter des changements par rapport à ce qui avait été décidé à Vienne et à Paris près de 30 ans plus tôt.
Lors de la mort de la duchesse de Parme, Plaisance et Guastalla, Marie-Louise d'Autriche (qui a d'ailleurs été indûment tenue dans l'ignorance totale du traité), la réversion des États de Parme aux Bourbon-Parme et celle du duché de Lucques au grand-duché de Toscane auront lieu simultanément, comme prévu.
Bien des cessions territoriales que le grand-duché de Toscane était tenu d'effectuer alors au profit du duché de Modène et Reggio sont confirmés. Il s'agit en particulier du vicariat toscan de Fivizzano en Lunigiana et des exclaves appartenant à Lucques de Gallicano, Minucciano, Castiglione et Montignoso (cette dernière avec tout le petit Lac de Porta, jusqu'alors partagé avec l'exclave gran-ducale de Pietrasanta).
Avec la signature du traité, le duque de Modène, pour sa part, renonce au même vicariat de Pietrasanta (moins la partie du lac de Porta) et à celui de Barga (moins les territoires situés sur le versant nord des Apennins), dont l'annexion était également prévue par le Congrès de Vienne. Le grand-duc Léopold II a travaillé dur pour conserver ces territoires, perçus comme tout court toscans, appartenants à Florence pendant des siècles, destinés, avec la réversion de Lucques, à devenir contigus aux autres territoires gran-ducales, et donc considérés incessibles.
En échange de la renonciation de Modène à Pietrasanta et Barga, le grand-duché de Toscane s'engage à transférer toutes ses exclaves en Lunigiana autres que Fivizzano (Pontremoli, Bagnone, Groppoli, Lusuolo, Terrarossa, Calice et Albiano, etc.) aux États de Parme, qui à leur tour céderont à Modène l'ancien duché de Guastalla et ne s'appelleront désormais que « duché de Parme et Plaisance » («et pierres annexées », ajouteront les médisants, mécontents de l'échange des riches terres agricoles de Guastalla contre une région montagneuse sous-développée).
En outre, les clauses du traité prévoient que les deux duchés émiliens rationalisent leurs frontières en s'échangeant mutuellement quelques portions de territoire le long de la rivière Enza et en Lunigiana : des portions du territoire de Brescello, Poviglio, Gattatico, portions de l'actuelle commune de Canossa et des portions de la Vallée des Chevaliers sont cédées à Modène et Reggio tandis que Scurano et Bazzano reviennent à Parme et Plaisance. En Lunigiana, afin d'éliminer les enclaves mutuelles, il est prévu que les deux États échangeront à l'amiable les anciens territoires toscans d'Albiano, Calice, Riccò e Terrarossa, cédés à Parme avec un autre article du traité, et les anciens fiefs impériaux de Treschietto, Villafranca, Castevoli e Mulazzo, appartenant à Modène depuis 1815.

## La crise de Lucques et la querelle entre Modène et la Toscane

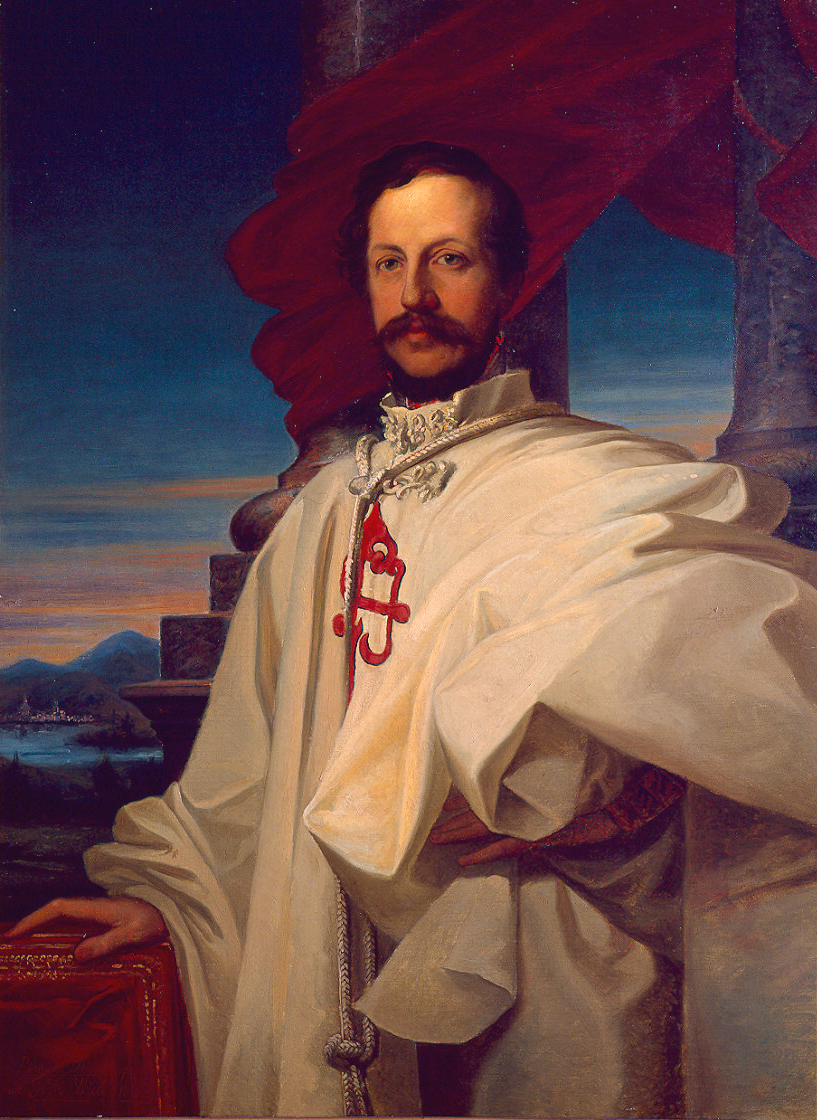
Charles-Louis de Bourbon qui, à la mort de Marie-Louise d.Autriche, devient duc de Parme sous le nom de Charles II.

En septembre 1847, Lucques connaît quelques revendications envers le duc Charles Louis, concernant des reformes libérales qui ont déjà été accordées en Toscane. Après un premier refus et malgré les quelques concessions accordées, le duc ne pouvant résister à la pression s'enfuit à Modène où il transforme le Conseil d'État en Conseil de régence.
Le 9 octobre 1847, Charles Louis abdique en faveur de Léopold II de Toscane, lequel le récompense par une confortable rente annuelle jusqu’à ce qu'il prenne possession du duché de Parme et Plaisance, ce qui arrive d'ailleurs très tôt, le 17 décembre suivant, en raison de la mort subite de Marie-Louise d'Autriche.
L'application du traité et les réactions de la population ne sont pas une surprise pour les trois souverains (les deux citée et François V de Modène) :
- À Lucques, les craintes de la population d'être victime de marchandage sont apaisées par l'attitude conciliante du grand-duc Léopold II, qui, entre autres choses, accorde à ses nouveaux sujets l'abolition de la peine de mort (qui était formellement en vigueur dans le reste de la Toscane bien qu'elle ne soit plus appliquée depuis 1830).
- À Pontremoli et Fivizzano (Lunigiana), la population n'accepte pas de bonne grâce de passer d'un gouvernement débonnaire à ceux plus tyranniques des Bourbon-Parme et des Habsbourg-Este.
- La commune de Pontremoli proteste contre la cession à Parme en envoyant une délégation à Léopold II de Toscane. La population va jusqu’à menacer d'incendier la cité suivant l'exemple moscovite de 1812.
- À Fivizzano, les troupes de Modène subissent et répriment durement l'insurrection des habitants.

Face à ces événements, en Toscane, on demande au grand-duc Léopold II de déclarer la guerre aux deux États voisins. Pour éviter un conflit et maintenir le territoire, Léopold II propose une forte compensation financière aux deux souverains contre le renoncement à toute annexion ; proposition acceptée par le duc de Parme Charles II en raison de son endettement, mais refusée par François V de Modène.
À la fin, l'exécution des clauses du traité est faite grâce à la pression autrichienne et les troupes de Parme et Modène peuvent occuper les territoires cédés par la Toscane.

## Galerie de photos

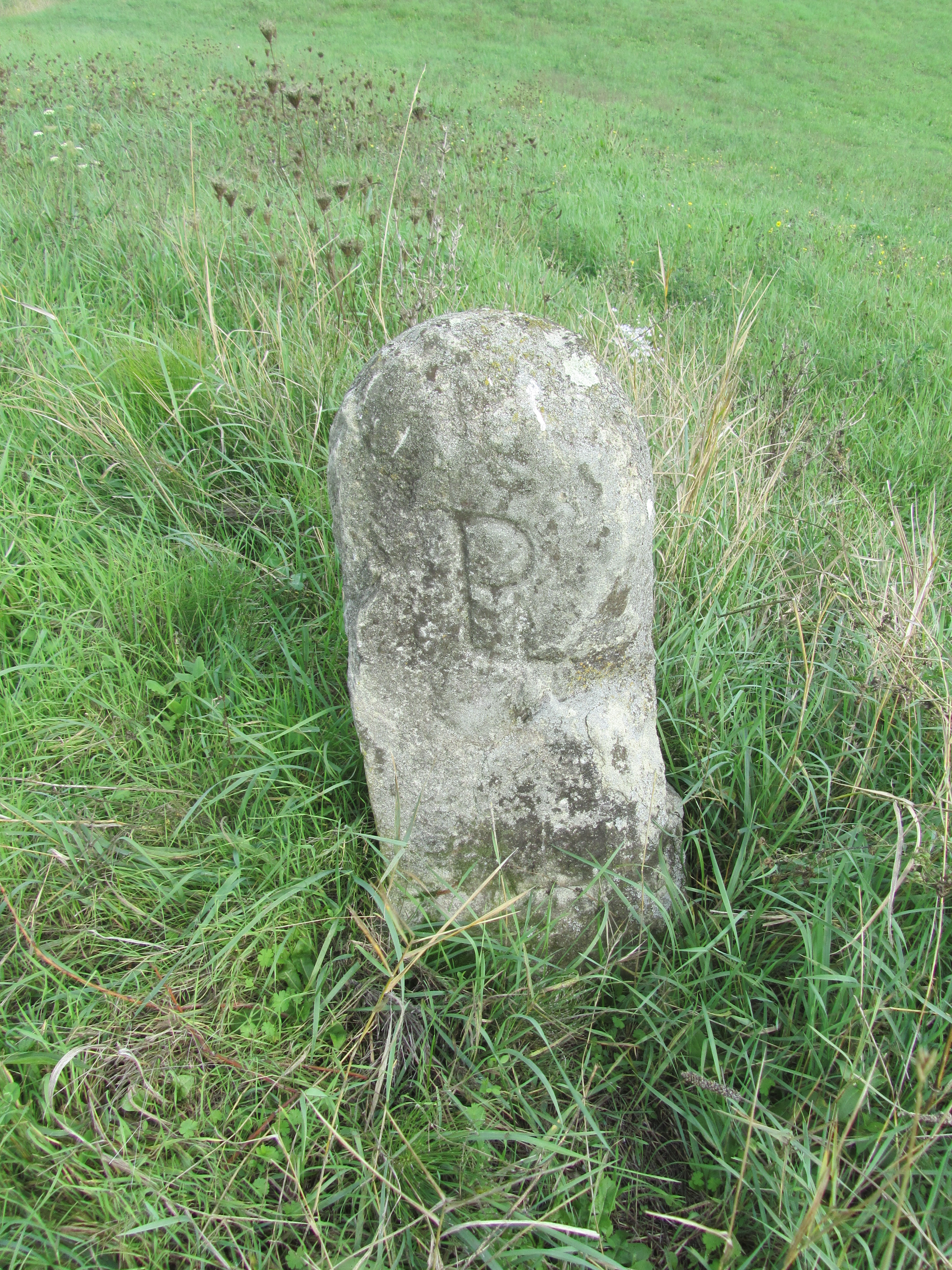
Borne des confins du duché de Parme et Plaisance entre Modène et Parme jusqu'en 1847.